# Nitro (Six Flags Great Adventure)

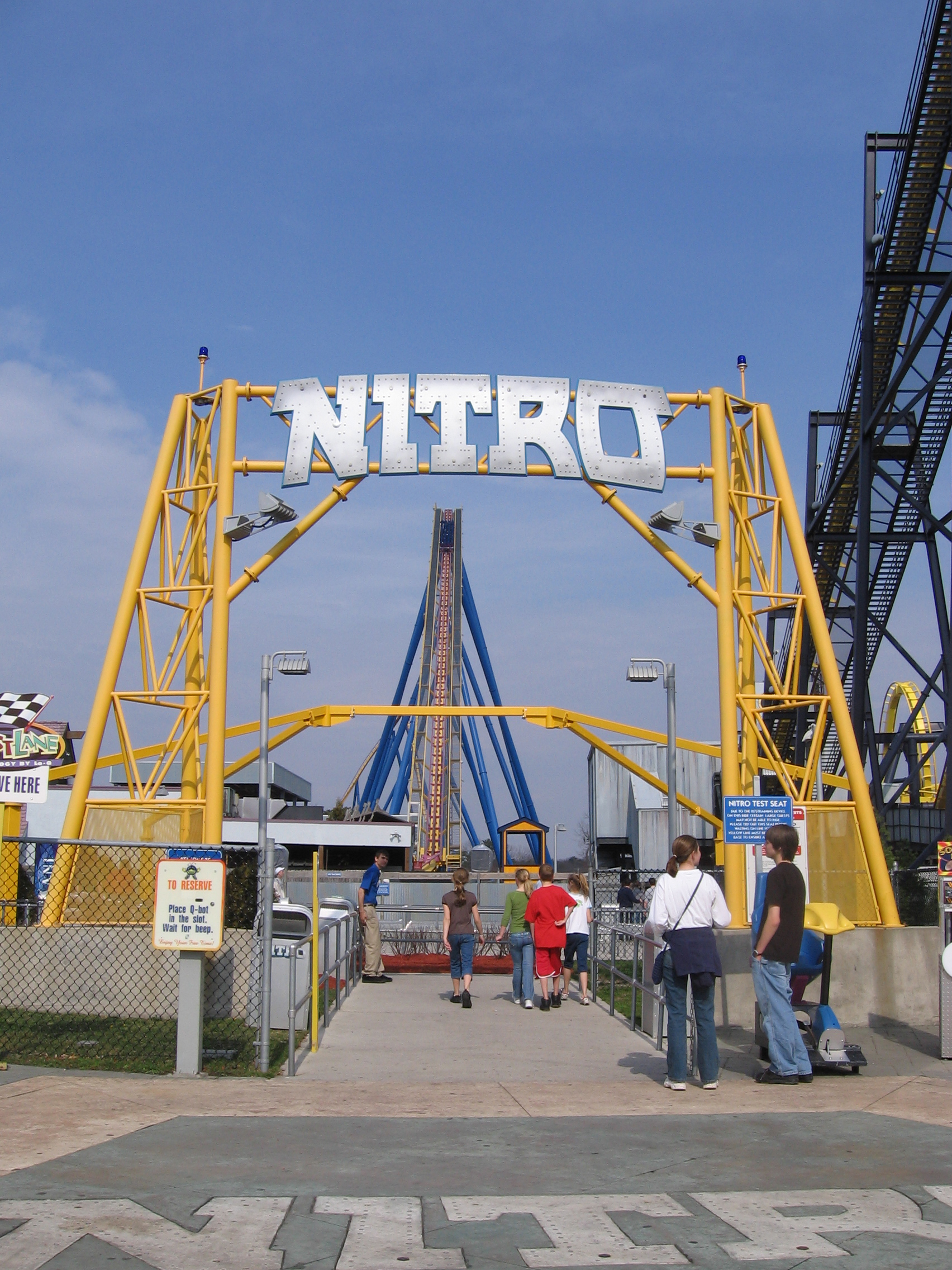
De ingang van Nitro

Nitro is een stalen achtbaan in Six Flags Great Adventure. Het is de hoogste en grootste achtbaan van het park. De baan lijkt veel op de volgende achtbanen: Diamondback in Kings Island, Raging Bull in Six Flags Great America, Apollo's Chariot in Busch Gardens en op Behemoth in Canada's Wonderland in.

## De rit
Nitro is een megacoaster en heeft dus geen inversies, wel heeft Nitro 6 'camelbacks' een 'hammer head een helix. Nitro begint op een kettinglift die 70 meter hoog is. Hierna gaat de achtbaantrein in een 60 graden val naar beneden, waarbij snelheden van 130 km/u worden bereikt. Vervolgens komt de achtbaan weer omhoog om een L-bocht naar links te maken. Hierna volgt een scherpe U-bocht om vervolgens een aantal kaar omhoog te gaan en af te dalen. Vervolgens komt men terecht in een S-bocht waarna een dubbele helix volgt. Dan komt men aan bij de remmen en de blokremmen. Hierna volgen nog een paar heuvels. Uiteindelijk komt men aan bij het station.

## De kleuren
De baan is fuchsiaroze met geel. De ondersteuningen zijn blauw.